# Transanale endoskopische Mikrochirurgie
Bei der transanalen endoskopischen Mikrochirurgie (Abk.: TEM) handelt es sich um eine minimal-invasive Operationstechnik, die hauptsächlich zur Entfernung von Adenomen und kleinen Karzinomen im unteren Mastdarm („Rektum“) geeignet ist.

## Durchführung
In Allgemein- oder Rückenmarks-Narkose wird der Patient in Steinschnittlage auf dem Operationstisch gelagert. Ein etwa 40 bis 50 mm dickes, starres Rektoskop wird über den Darmausgang eingebracht, das Operationsgebiet eingestellt und das Gerät am Tisch fixiert. Die Sicht auf das Operationsgebiet wird durch Aufblähen des Darmes mit geringem Überdruck aufrechterhalten. Über gasdichte Arbeitskanäle erfolgt die Operation mit feinen Spezialinstrumenten unter Lupen- oder Kamerasicht. Adenome und kleine Karzinome lassen sich so resezieren, wobei der Wanddefekt mit einer Naht gedeckt wird.

## Indikation

### Adenome
Adenome, also gutartige Polypen der Dickdarmschleimhaut, sind fakultative Präkanzerosen, also Vorläuferstadien bösartiger Erkrankungen. Dies gilt insbesondere für einen speziellen Gewebstyp, die tubulovillösen Adenome. Daher werden Adenome, die im Rahmen einer Koloskopie aufgefunden werden, wo immer möglich mittels einer Diathermieschlinge abgetragen. Dies gelingt – je nach Lokalisation des Adenoms, seiner Größe und der Breite seiner Basis – in einigen Fällen nicht. Befinden sich diese Adenome in dem Bereich des Dickdarms, der von der freien Bauchhöhle her gut zugänglich ist, lassen sie sich in der Regel ohne großen Aufwand durch relativ einfache Operationen (Wandresektion oder Entfernung eines kurzen Dickdarmabschnitts) beseitigen. Im Enddarm ist der Zugang von der freien Bauchhöhle aus stark eingeschränkt, das Operationsrisiko deutlich erhöht. Im Fall eines nur wenige Zentimeter vom Anus entfernt befindlichen Adenoms müsste im Extremfall sogar eine Rektumamputation mit Anlage eines permanenten künstlichem Darmausgangs (Anus praeter) vorgenommen werden.
Da Adenome immer auf die Schleimhautschicht (Mucosa) des Darmes begrenzt sind, genügt hier allerdings die Abtragung dieser Mucosa ohne Entfernung der Muskelschicht (Muscularis). Der Vorteil für den Patienten liegt in einem deutlich niedrigeren Operationsrisiko, geringerer körperlicher Belastung durch die Operation und schnellerer Rekonvaleszenz.

### Karzinome
Bei Rektumkarzinomen in einem sehr frühen Tumorstadium („Karzinom im Adenom“, „Carcinoma in situ“, „T1-Karzinom“) genügt die lokale Exzision des Tumors durch eine Mukosektomie (Schleimhautentfernung) oder Vollwandexzision. Der Enddarm ist der Endosonografie besonders gut zugänglich, so dass diese lokal entfernbaren Tumoren bereits präoperativ sicher erfasst werden können. Die anschließende histologische Untersuchung des entfernten Gewebes sichert die ausreichende Exzision ab.

## Geschichte
Die TEM wurde 1984 von Gerhard Bueß entwickelt und vorgestellt. Seit den 1990er Jahren hat sie weite Verbreitung gefunden und wird heute in einer Vielzahl viszeralchirurgischer und koloproktologischer Abteilungen angeboten.